# ブリティッシュ・ジョーク
ブリティッシュ・ジョーク(British joke)とは、イギリス文化におけるジョークおよびユーモアを指す。
権力や権威に反抗的で機知に富み、強い皮肉や自虐的であることが特徴とされる。
イギリスのジョークにはダジャレなど言葉を題材にしたネタが多く、コメディアンが大袈裟に転んだりするようなどたばた喜劇の要素は比較的少ない。イギリス文学や演劇文化を通じて培われてきた言葉遊びが元になっている。

## ブリティッシュ・ジョークの特徴
ブリティッシュ・ジョークの特徴として、次のようなものが挙げられる。
権威の批判
風刺、皮肉、嫌味を含ませ、ジョークの対象となる人、集団、組織といったものを批判する。対象に権威があればあるほど面白みが増す。
アメリカ大統領をはじめ世界各国の首脳や英国王室、聖書や神もネタにされる。
外国人ネタ
特にロンドンでは、様々な国籍の人が集まるため、外国語訛りの英語や、奇異な外国の風習などがネタにされる。
サシャ・バロン・コーエン主演の映画『ボラット 栄光ナル国家カザフスタンのためのアメリカ文化学習』が典型的。
世界中から愛されたコメディアン、チャールズ・チャップリンは寄席芸人時代に外国人ネタを得意としており、映画俳優としてのキャリアの初期にその名残が見られる。
下ネタ
あからさまに話題に乗せることは憚られるが、婉曲的な言い回しを駆使して表現される。外国人が理解に苦しむブリティッシュ・コメディの代表と言われる。